# NGC 6088B
NGC 6088B је елиптична галаксија у сазвежђу Змај која се налази на NGC листи објеката дубоког неба.
Деклинација објекта је + 57° 27' 43" а ректасцензија 16h 10m 44,1s. Привидна величина (магнитуда) објекта NGC 6088 износи 15,0 а фотографска магнитуда 15,8. NGC 6088B је још познат и под ознакама MCG 10-23-30, CGCG 298-13, KCPG 485A, PGC 57384.